# Алпатово (Чечня)
Алпа́тово (чечен. Алпатов-КIотар) — село в Наурском районе Чеченской Республики. Является административным центром Алпатовского сельского поселения (включает село Алпатово и село Свободное).

## География
Расположено на левом берегу реки Терек, у железной дороги Ростов-на-Дону — Баку (железнодорожная станция Алпатово Северо-Кавказской железной дороги находится в южной части села). Ближайшие населённые пункты: на западе — станица Ищёрская, на северо-западе — село Рубежное, на юго-востоке — станица Наурская и село Чернокозово, на юго-западе — село Знаменское.
Село Свободное, второй населённый пункт Алпатовского сельского поселения, располагается севернее. Ранее оно находилось на самом северо-востоке территории Алпатовского сельского поселения, однако в октябре 2019 года земли Алпатовского сельского поселения вокруг него были переданы в Чернокозовское сельское поселение, и Свободное, оставаясь в составе муниципалитета, фактически оказалось за границами его территории.
На северной окраине села, среди прочих курганов, окружающих населённый пункт, расположен курган Разрытый, название которого, по неподтверждённым данным, обусловлено тем, что некогда он был разрыт кладоискателями. Встречаются сведения, что в южной части села находится ещё одна именная вершина — курган Алпатова.

## История
Село основано в 1925 году как железнодорожный разъезд Алпатов. В 1926 году состояло из 8 дворов, основное население — великоруссы. В административном отношении входило в состав Наурского сельсовета (центр — станица Наурская) Наурского района Терского округа Северо-Кавказского края:62—63. По некоторым данным, в границах села существовал посёлок железнодорожников для работников станции Алпатово.
Наименование поселения, вероятно, связано с находящимся ныне в черте населённого пункта курганом Алпатова, название которого, в свою очередь, в некоторых источниках связывается с личностью беглого казака станицы Наурской Яшки Алпатова, перешедшего в ходе Кавказской войны к чеченцам и приобретшего в 1840-х и 1850-х годах известность своими набегами на казачьи станицы, хутора, посты, почтовые станции и тракты, нападениями на казаков Кавказского линейного казачьего войска, жителей и проезжих к северу от Терека, во главе шайки разбойников из чеченцев и беглых казаков. Утверждается, что курган получил имя Алпатова, поскольку тот был казнён на этом месте. В действительности Алпатов был расстрелян в Наурской в декабре 1856 года.
По отдельным сведениям, в 1929—1931 годах в Алпатово была заложена центральная усадьба совхоза, первоначально — хлопководческого совхоза «Алпатовский». Впоследствии в селе размещался виноградарский совхоз «Наурский». В состав сельсовета с центром в Алпатово, кроме села Свободное, ранее входил, согласно некоторым источникам, также и хутор Степной.

## Население
| 1926 | 1990  | 2002  | 2010  | 2021  |
| ---- | ----- | ----- | ----- | ----- |
| 33   | ↗1963 | ↗5181 | ↘4861 | ↗5279 |

Национальный состав
Национальный состав населения по данным Всероссийской переписи населения 2002 года:
| Народ   | Численность, чел. | Доля от всего населения, % |
| ------- | ----------------- | -------------------------- |
| чеченцы | 4491              | 86,68 %                    |
| русские | 294               | 5,67 %                     |
| турки   | 280               | 5,40 %                     |
| аварцы  | 24                | 0,46 %                     |
| другие  | 92                | 1,78 %                     |
| всего   | 5181              | 100,00 %                   |

Национальный состав населения по данным Всероссийской переписи населения 2010 года:
| Народ      | Численность, чел. | Доля от всего населения, % |
| ---------- | ----------------- | -------------------------- |
| чеченцы    | 4452              | 91,59 %                    |
| турки      | 186               | 3,83 %                     |
| русские    | 161               | 3,31 %                     |
| аварцы     | 21                | 0,43 %                     |
| другие     | 29                | 0,60 %                     |
| не указали | 12                | 0,25 %                     |
| всего      | 4861              | 100,00 %                   |

## Инфраструктура
В черте села имеются жилые двухэтажные дома городского типа, проведены газ и водопровод. В Алпатово расположены:
- Алпатовская средняя общеобразовательная школа имени В. Т. Малиновского[19].
- Алпатовская начальная общеобразовательная школа[20].
- Сельский дом культуры[21].
- Алпатовская сельская библиотека-филиал № 15[21].
- Алпатовский социально-оздоровительный центр для граждан пожилого возраста и инвалидов[22].
- Почтовое отделение[23].

Ранее в селе также находилось профессионально-техническое училище № 20.

## Мемориалы
- Памятник на братской могиле 314 воинов Рабоче-Крестьянской Красной Армии, погибших в период Великой Отечественной войны 1941—1945 годов, в ходе Битвы за Кавказ (в отдельных источниках — погибших при освобождении Алпатово). Находится в центре села, представляет собой фигуру воина из железобетона с обнажённой головой и каской в руке, на цилиндрическом постаменте, общей высотой 7 м. Братская могила как мемориальный объект взята под охрану Алпатовским поселковым советом в 1959 году, в 1963 году, по-видимому, на могиле была установлена сохранившаяся доныне скульптура воина, авторства известного скульптора ЧИАССР А. Н. Сафронова (одного из авторов Мемориала павшим в Великой Отечественной войне в Грозном). Постановлением Совета министров ЧИАССР № 109 от 6 марта 1970 года братская могила с памятным знаком была взята под государственную охрану как памятник истории местного значения[24][25][26].
- Обелиск на братской могиле 236 воинов РККА, погибших в период Великой Отечественной войны. Кирпичный обелиск пирамидальной формы на двухступенчатом основании, общей высотой почти 6 м, принят на охрану как памятник истории Алпатовским поселковым советом в 1959 году[27].

В некоторых источниках место нахождения мемориала советским воинам, погибшим в ВОВ, расположенного в селе Алпатово, увязывается с курганом Алпатова. Какой из двух вышеописанных мемориалов может быть соотнесён с курганом — неясно.

## Известные жители
- Малиновский, Василий Тимофеевич — Герой Советского Союза[28].

## Галерея

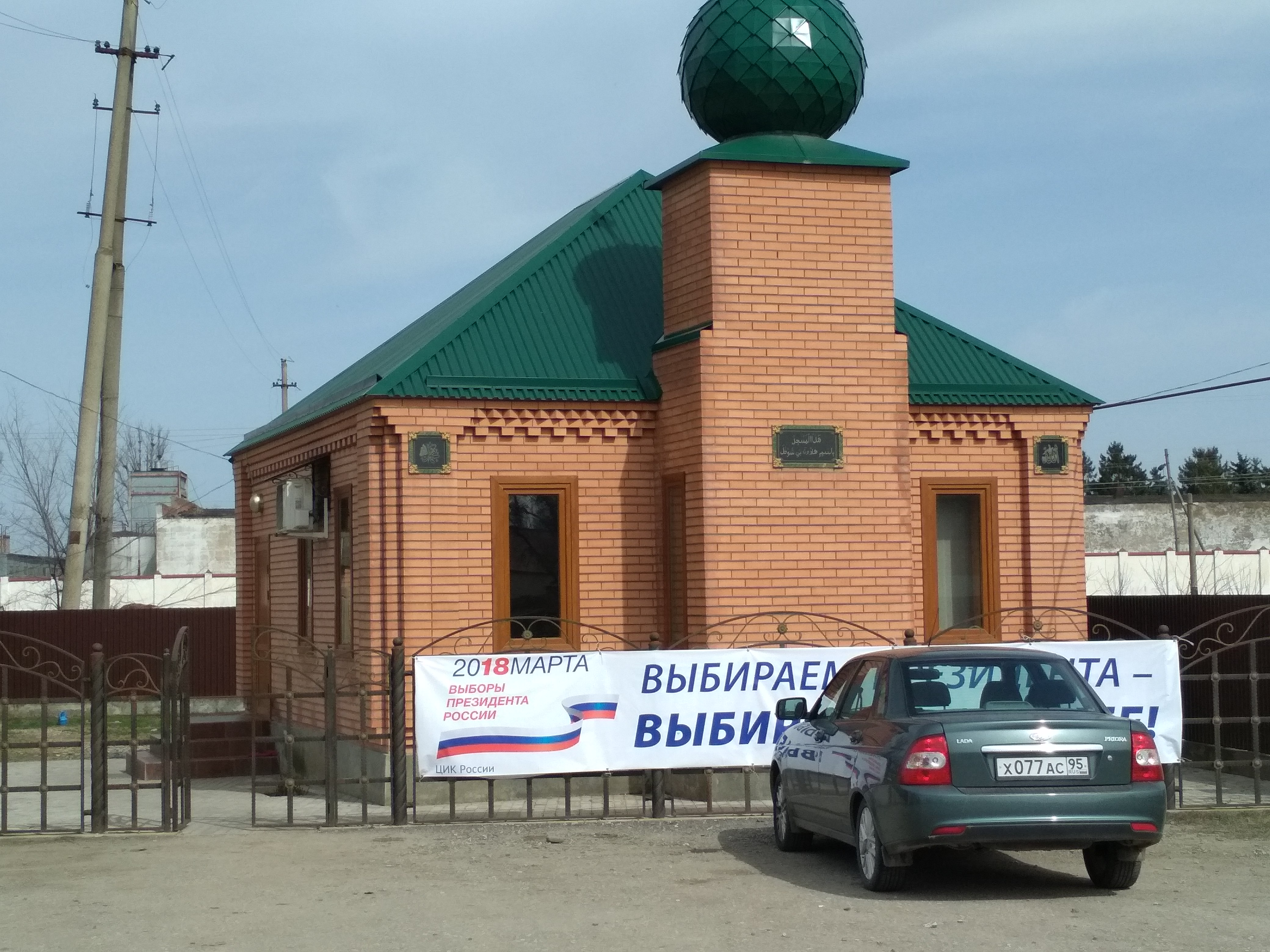
Придорожная мечеть
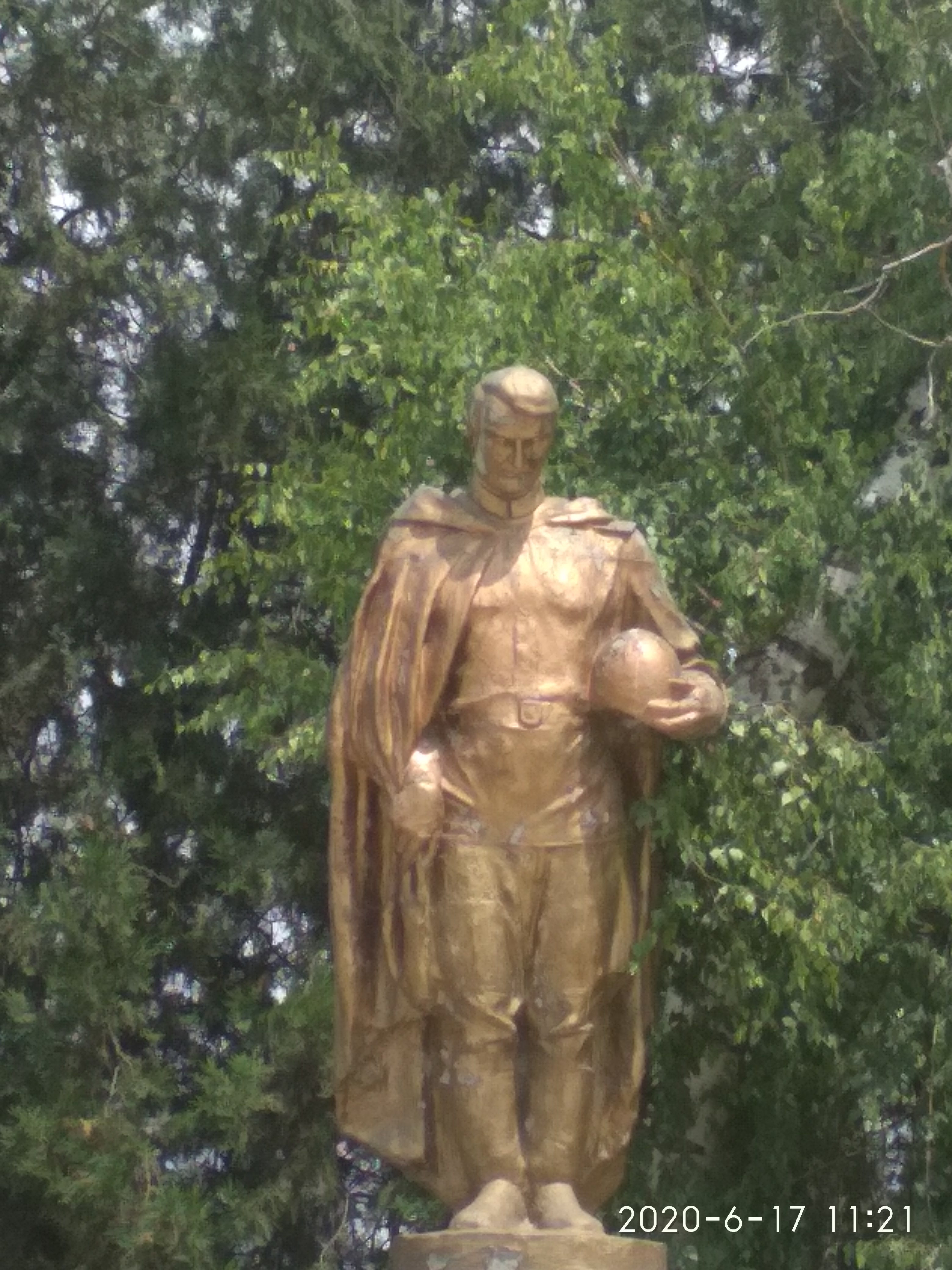
Памятник погибшим в годы ВОВ
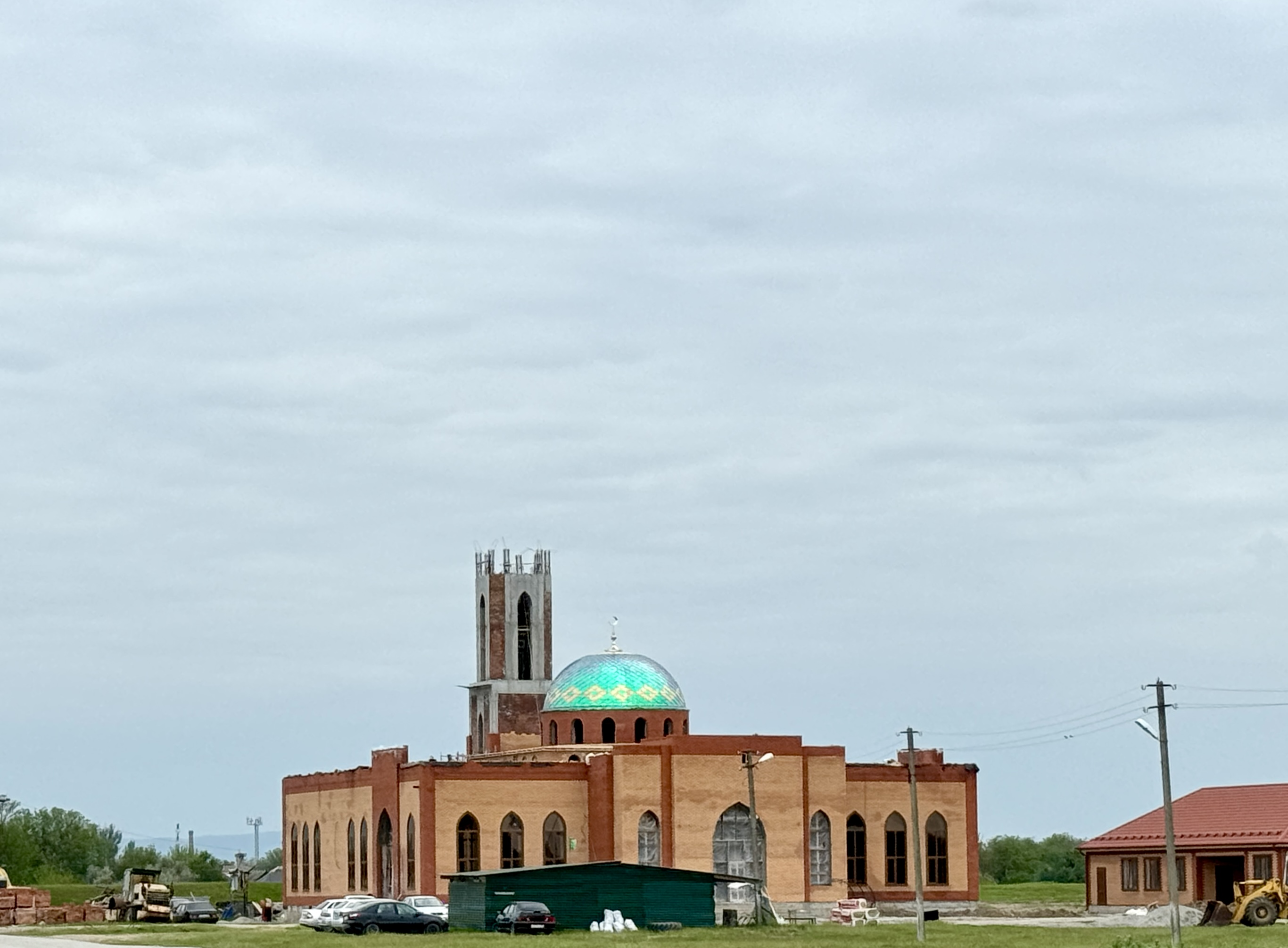
Новая мечеть